# Charles III.

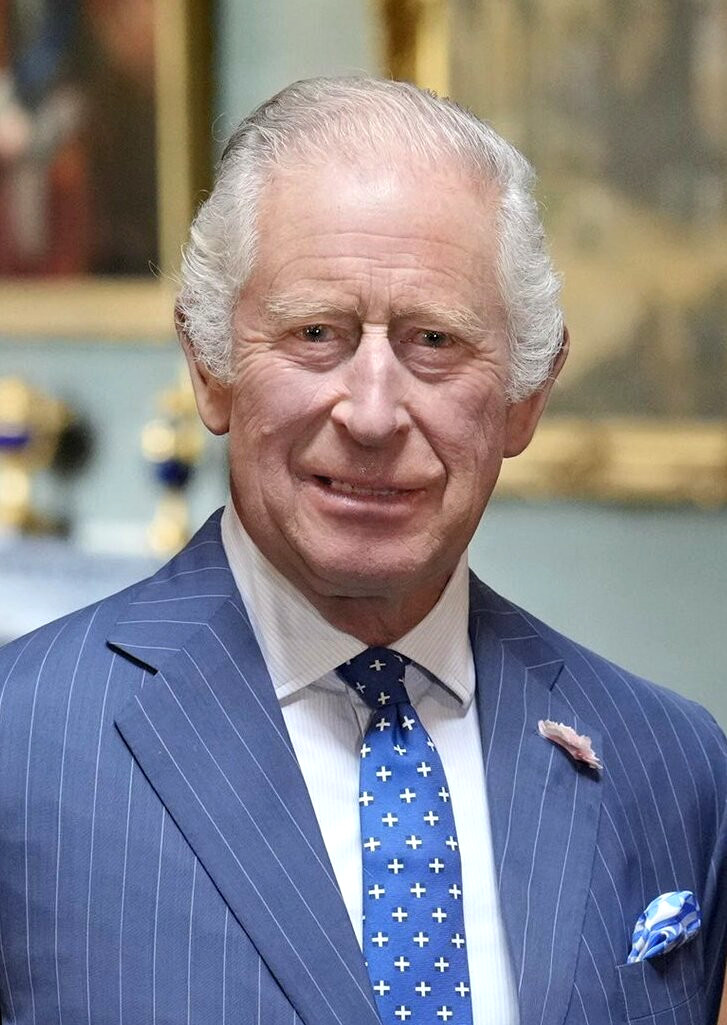
Charles III. (2023)

Charles III. (englische Aussprache: Charles the Third [t͡ʃɑːlz ðə θɜːd]; die deutsche Form Karl III. ist im Gegensatz zu historischen Monarchen ungebräuchlich; * 14. November 1948 als Charles Philip Arthur George im Buckingham Palace in London) aus dem Haus Windsor ist seit dem 8. September 2022 König des Vereinigten Königreichs Großbritannien und Nordirland sowie von 14 weiteren, als Commonwealth Realms bezeichneten souveränen Staaten einschließlich ihrer Territorien und abhängigen Gebiete.
Darüber hinaus ist er Oberhaupt des 56 Staaten umfassenden Commonwealth of Nations, Lehnsherr der britischen Kronbesitzungen sowie weltliches Oberhaupt der anglikanischen Staatskirche und Oberbefehlshaber der britischen Streitkräfte. Die gemeinsame Krönung mit seiner Ehefrau Camilla fand am 6. Mai 2023 in der Westminster Abbey statt.

## Biografie

### Abstammung und Verwandtschaft
Charles III. gehört über seine Mutter Königin Elisabeth II. dem britischen Königshaus Windsor an, das bis 1917 den deutschen Namen Sachsen-Coburg und Gotha trug. Über seinen Vater Prinz Philip entstammt er dem griechischen Zweig des Hauses Schleswig-Holstein-Sonderburg-Glücksburg, einer Nebenlinie des deutsch-dänischen Hauses Oldenburg. Charles und der ehemalige griechische König Konstantin II. waren Cousins 2. Grades. Über Großherzog Ludwig IV. von Hessen und bei Rhein und das 1851 geschaffene Haus Battenberg stammt Charles auch vom 1968 erloschenen Adelsgeschlecht Hessen-Darmstadt ab.
Die Ehen seiner Tanten väterlicherseits begründeten neue, enge Verwandtschaften mit deutschen Adelshäusern: Über Theodora ist Charles ein direkter Cousin des Markgrafen Max von Baden, über Sophie ein solcher von Prinz Rainer von Hessen und über Margarita mit dem Haus Hohenlohe-Langenburg verwandt.

### Kindheit, Jugend und Ausbildung

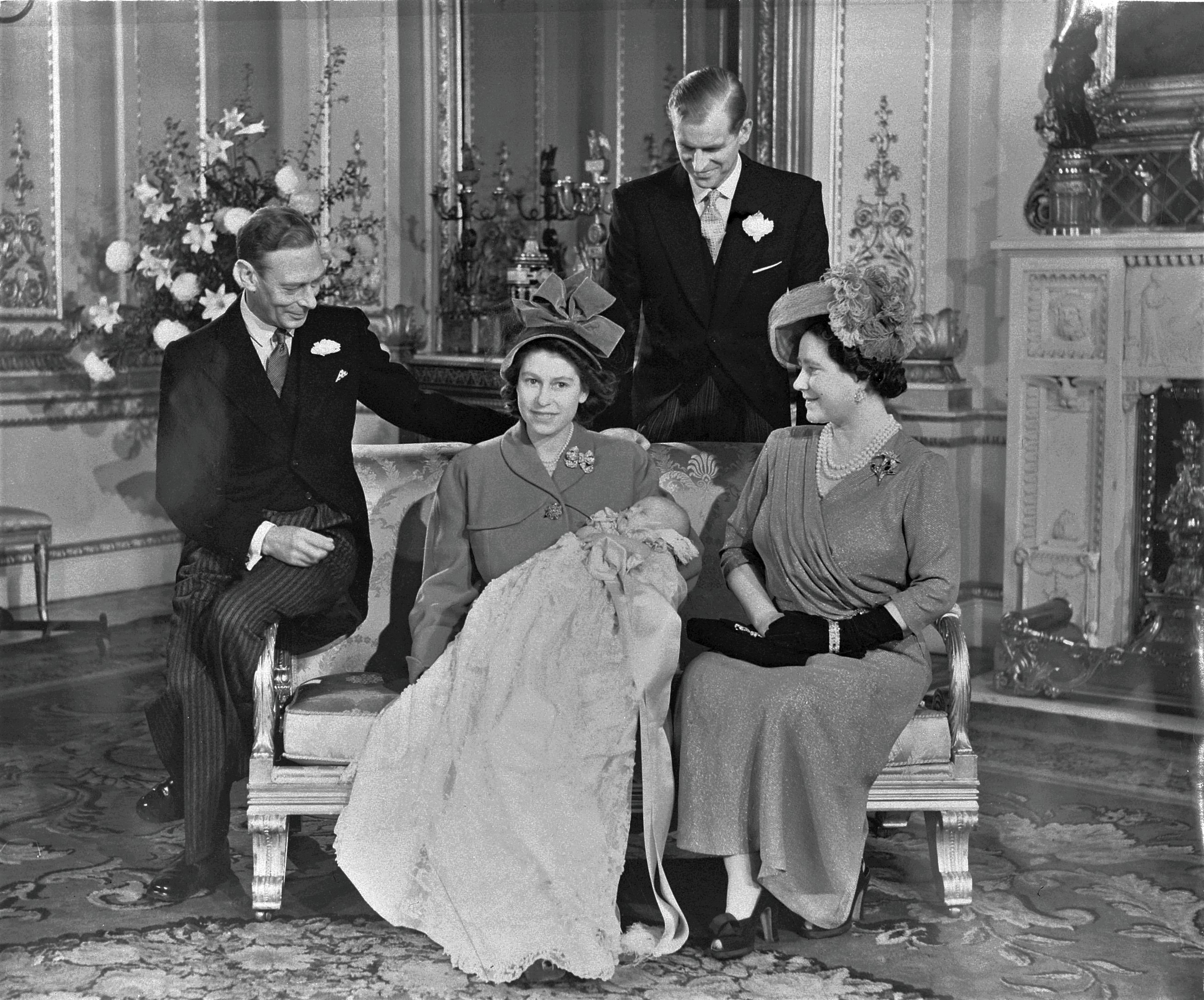
Prinz Charles mit seinen Eltern und Großeltern bei seiner Taufe im Jahre 1948

Charles wurde als erstes Kind von Prinz Philip und der späteren Königin Elisabeth fast ein Jahr nach deren Hochzeit geboren. Er war das erste Enkelkind seiner Großeltern mütterlicherseits, des damaligen Königspaars, George VI. und Elizabeth, sowie das erste Urenkelkind der Königinwitwe Mary. Als er geboren wurde, belegte Charles hinter seiner Mutter den zweiten Platz in der britischen Thronfolge. Nach einer Entscheidung König Georgs, seines Großvaters, erhielten alle Kinder der damaligen Kronprinzessin Elisabeth den ansonsten nur im Mannesstamm weitergegebenen Rang königlicher Prinzen, mit dem die Anrede „His/Her Royal Highness“ verbunden ist. Mit dem Tod Georgs VI. und der Thronbesteigung seiner Mutter 1952 wurde Charles mit drei Jahren Thronfolger und erhielt automatisch den Titel Duke of Cornwall und für Schottland den Titel Duke of Rothesay. Beide Titel stehen dem ältesten Sohn des regierenden Monarchen zu. Am 2. Juni 1953 nahm er an der Krönung Elisabeths II. teil.

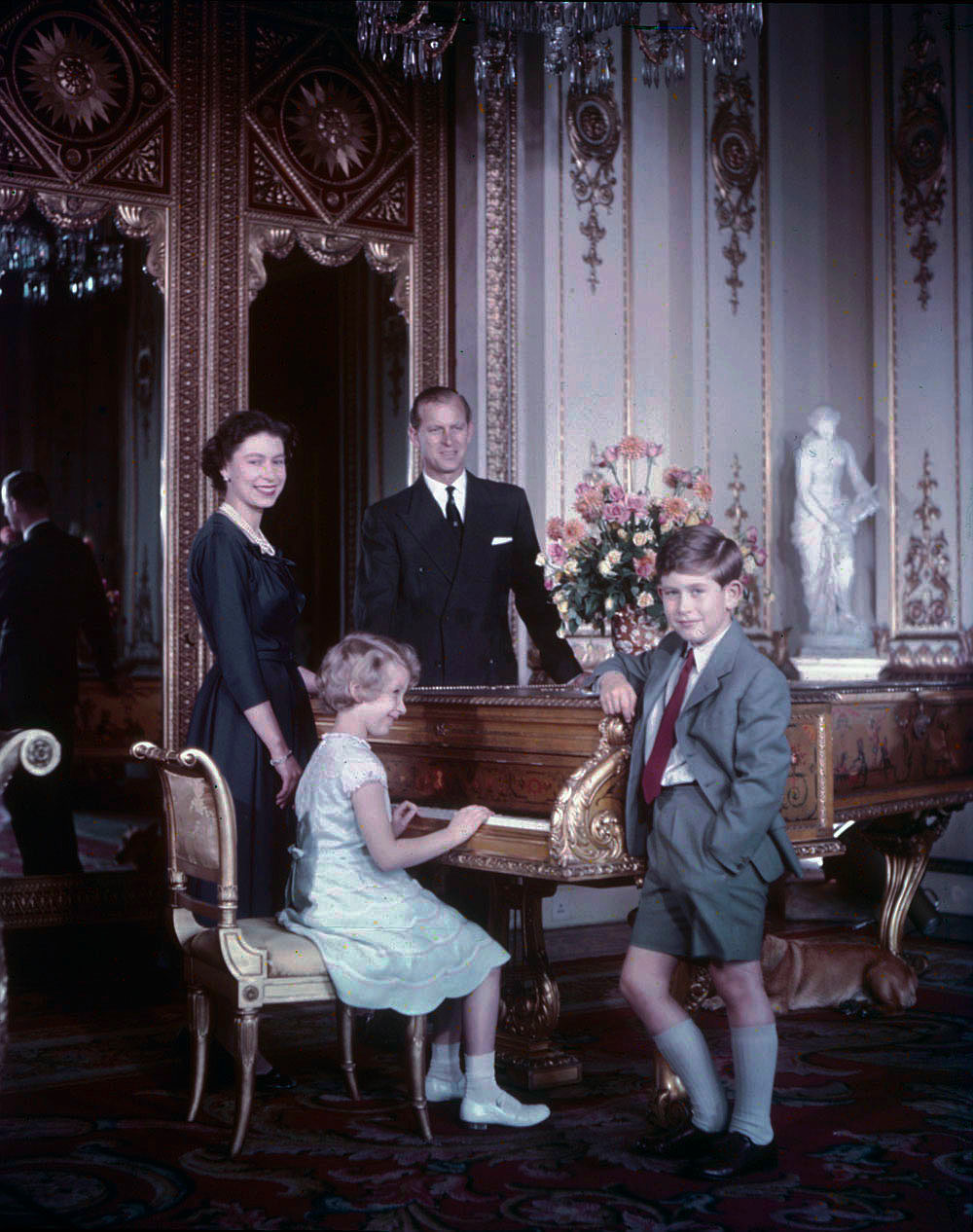
Prinz Charles mit seinen Eltern, Elizabeth und Philip, und seiner Schwester, Anne (1957)

Schon im Kindesalter wurde Charles auf sein künftiges Amt vorbereitet. Er besuchte von 1954 bis 1967 traditionsreiche Schulen in Großbritannien und Australien, u. a. die Cheam School, eine Preparatory School, und das Internat Gordonstoun, eine Public School in Schottland, die schon sein Vater besucht hatte. 1966 verbrachte er zwei Halbjahre als Austauschschüler an der Geelong Grammar School im australischen Geelong. Darüber hinaus erhielt er Privatunterricht im Buckingham-Palast. Im Jahr 1967 nahm Charles ein Studium der Archäologie und Anthropologie am Trinity College der University of Cambridge auf, wechselte später jedoch zu Geschichte. 1970 machte er seinen Bachelor-Abschluss. Im Jahr 1975 schloss der Prinz seine Studien mit dem Grad eines Master of Arts der Universität Cambridge ab.

### Prince of Wales

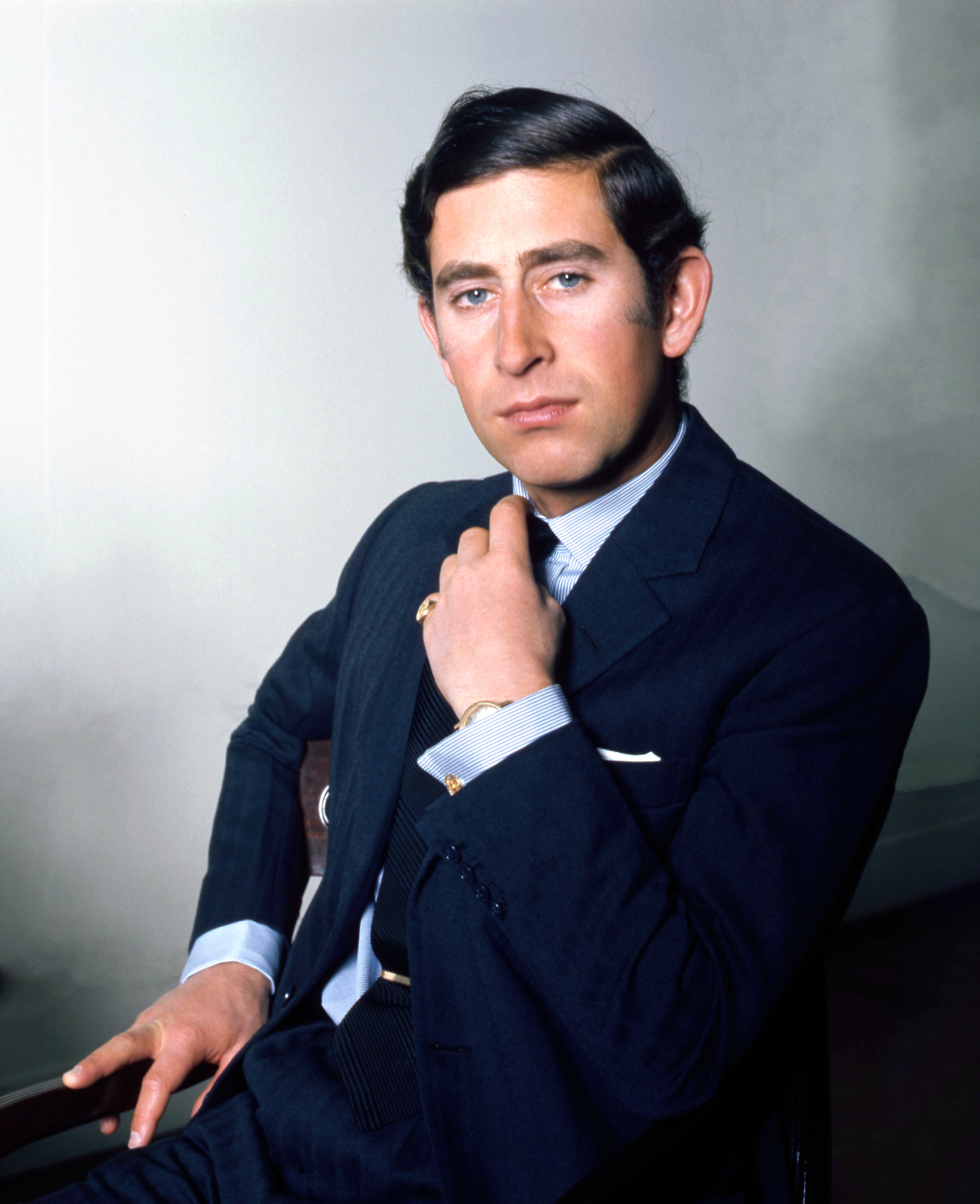
Prinz Charles (1972), Fotografie von Allan Warren

Die Würde des Prince of Wales, die fast alle englischen Thronfolger seit dem 14. Jahrhundert bekleidet haben, verlieh Elisabeth II. ihrem Sohn schon im Alter von zehn Jahren, 1958. Vor seiner Investitur als Prince of Wales besuchte Charles 1969 einen neunwöchigen Intensivkurs bei Edward Millward an der University of Wales in Aberystwyth, um Walisisch zu lernen. Dadurch wurde er zum ersten Fürsten von Wales seit dem Mittelalter, der die Sprache des Landes beherrschte. Die offizielle Einführung (Investitur) in die Fürstenwürde des Prince of Wales fand am 1. Juli 1969 in einer feierlichen, vom britischen Fernsehen übertragenen Zeremonie in Caernarfon Castle in Gwynedd statt. Er trug den Titel Prince of Wales über 63 Jahre. Bereits ab dem 10. September 2017 war Charles der Prince of Wales mit der längsten Amtsdauer in der britischen Geschichte.

#### Offizielle Pflichten
Kurz nach seiner Investitur als Prince of Wales übernahm Charles weitere Ämter und Funktionen und trat von da an bei öffentlichen Veranstaltungen und Staatsbesuchen als offizieller Repräsentant der britischen Krone auf. So nahm er seit Anfang 1970 als Stellvertreter der Königin an Sitzungen des House of Lords teil. Gegen Jahresende 1977 wurde er außerdem in den Kronrat, den Privy Council, aufgenommen.
Als einer von vier Staatsräten (englisch Counsellors of State) konnte er gewisse Amtsgeschäfte und Hoheitsrechte der Königin wahrnehmen, wenn diese im Ausland weilte oder verhindert war. Zwei Staatsräte können den Sitzungen des Privy Council beiwohnen, staatliche Dokumente unterzeichnen oder die Beglaubigungsschreiben neuer Botschafter entgegennehmen.
Ein Schwerpunkt seiner Tätigkeit als Kronprinz war die Übernahme von Schirmherrschaften gemeinnütziger Organisationen. So hielt er z. B. am 15. November 2020 (am deutschen Volkstrauertag) eine Rede vor dem Deutschen Bundestag. Im Jahr 1976 gründete Charles die Wohltätigkeitsorganisation The Prince’s Trust, die benachteiligte Jugendliche und junge Erwachsene unterstützt.

#### Militärische Ausbildung und Funktionen
Im Anschluss an sein Studium absolvierte der Prinz von 1971 bis 1976 eine Militärausbildung; er diente dabei insbesondere in der Royal Navy und lernte sowohl Hubschrauber als auch Propeller- und Düsenflugzeuge zu fliegen. Durch nachfolgende Beförderungen (zuletzt am 16. Juni 2012) hat er folgende militärischen Fünfsterneränge inne: Admiral of the Fleet der Royal Navy, Field Marshal der British Army und Marshal (General) der Royal Air Force.
Wie fast alle Mitglieder der Königsfamilie ist Charles Colonel-in-Chief einer größeren Anzahl von Einheiten aller Teilstreitkräfte im Vereinigten Königreich und in anderen Staaten des Commonwealth. Hierzu gehören beispielsweise die Welsh Guards, die 1st The Queen’s Dragoon Guards und das Parachute Regiment.

#### Ehe mit Diana Spencer

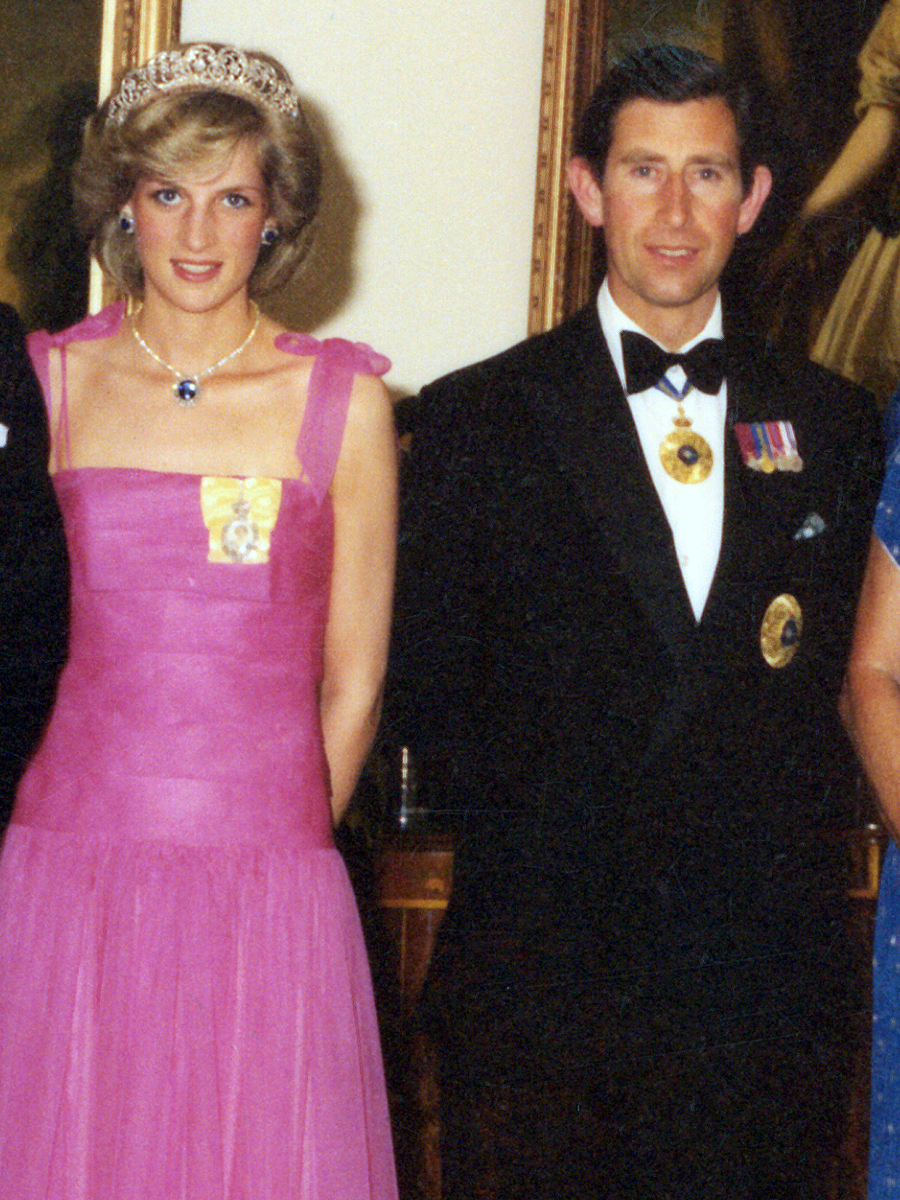
Charles und Diana in Brisbane (1983)

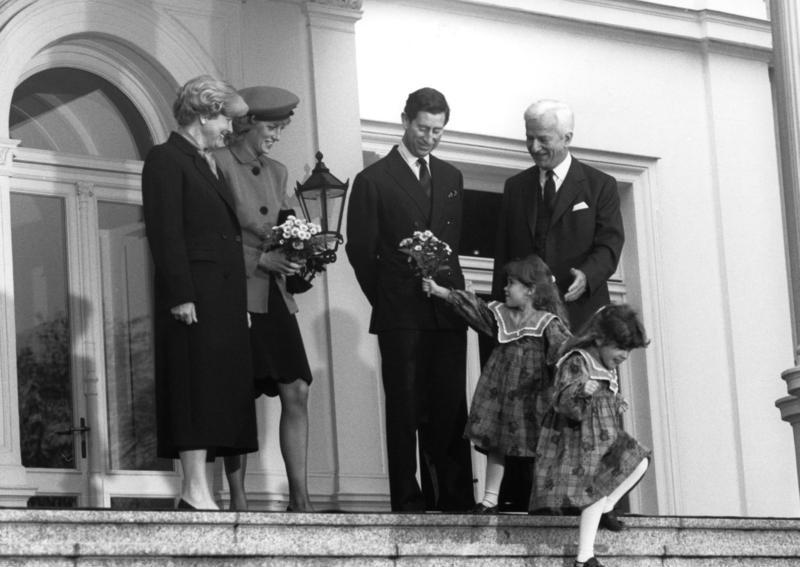
Charles und Diana in Bonn (1987)

Nach kurzer Verlobungszeit heiratete Prinz Charles am 29. Juli 1981 Lady Diana Spencer, Tochter von John Spencer, 8. Earl Spencer, die dadurch zur Fürstin von Wales wurde. Die Hochzeit in der Londoner St Paul’s Cathedral war ein internationales Medienereignis, das weltweit von Millionen Fernsehzuschauern verfolgt wurde. In dieser Ehe wurden am 21. Juni 1982 Prinz William und am 15. September 1984 Prinz Harry geboren. Die Familie wohnte in Highgrove, Gloucestershire und im Kensington Palace in London.
Charles nahm ab 1986 wieder Kontakt zu seiner langjährigen Geliebten Camilla Parker Bowles auf, was die Ehe schwierig gestaltete. Auch Diana begann zu dieser Zeit verschiedene Affären, z. B. mit ihrem Reitlehrer James Hewitt. Ab Ende der 1980er Jahre galt die Ehe als zerrüttet. Die Ehekrise wurde 1992 durch die Publikation des Buches Diana: Her True Story (deutsch Diana: Ihre wahre Geschichte), in dem der Reporter Andrew Morton die Liebesbeziehung zwischen Camilla und Charles sowie Dianas psychische Probleme wie ihre Bulimie und Suizidversuche enthüllte, zum öffentlichen Skandal.
Im Dezember 1992 sah sich das Paar gezwungen, die offizielle Trennung bekanntzugeben. 1993 wurde ein intimes Telefongespräch zwischen Charles und Camilla aus dem Jahr 1989 veröffentlicht. Unter dem Druck Königin Elisabeths II. und eines öffentlich ausgetragenen Streits um die Abfindungsbedingungen wurden Charles und Diana am 28. August 1996 geschieden. Diana konnte ihren Status als „Fürstin von Wales“ beibehalten, musste allerdings auf den Titel einer „Königlichen Hoheit“ verzichten.
Ein Jahr nach der Scheidung, am 31. August 1997, kam Diana zusammen mit ihrem Freund Dodi Al-Fayed, dem Sohn des ägyptischen Milliardärs Mohamed Al-Fayed, bei einem Verkehrsunfall in Paris ums Leben.

#### Ehe mit Camilla Parker Bowles

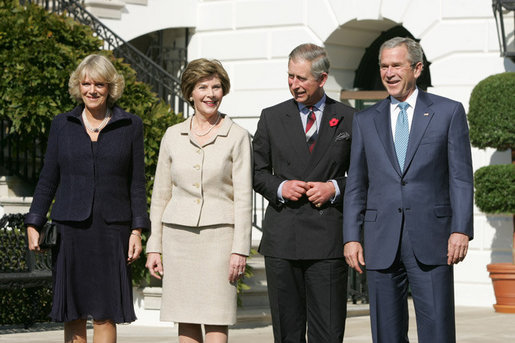
Der Prince of Wales und die Duchess of Cornwall mit Präsident George W. Bush und seiner Frau Laura Bush im November 2005 bei einem Besuch in den Vereinigten Staaten

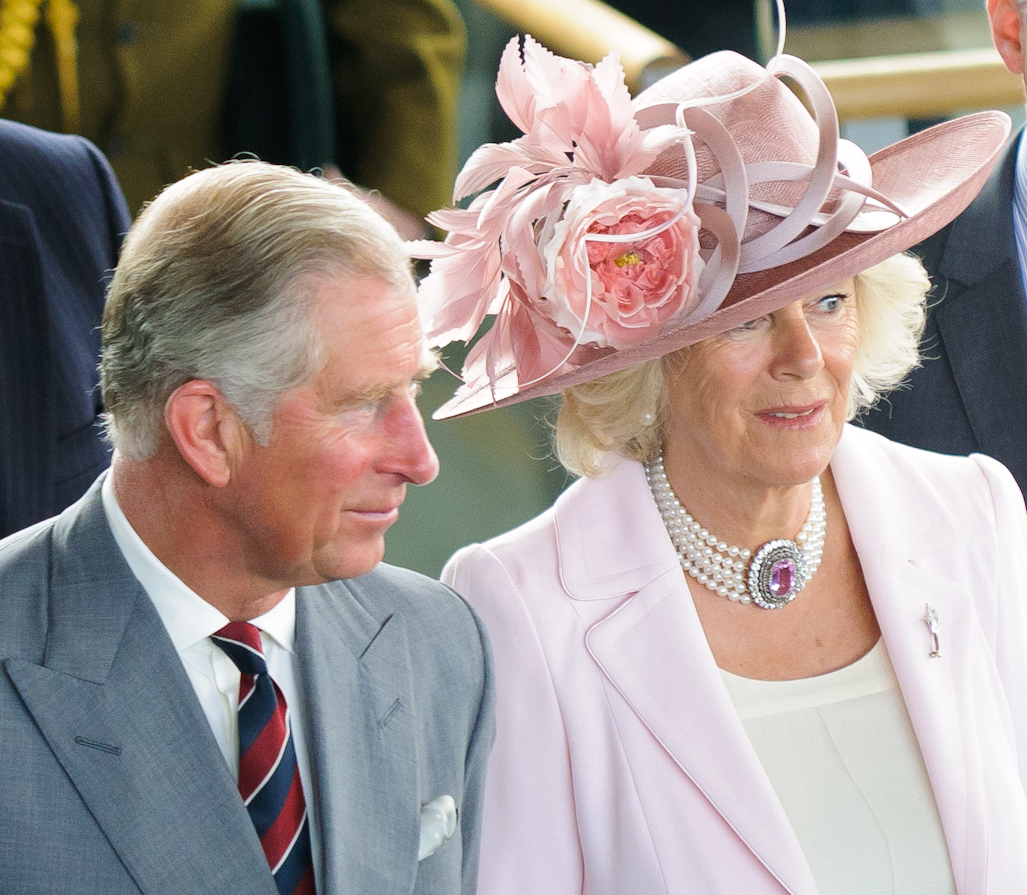
Charles und Camilla bei der offiziellen Eröffnung des Walisischen Parlaments, Cardiff, Wales; Mai 2011

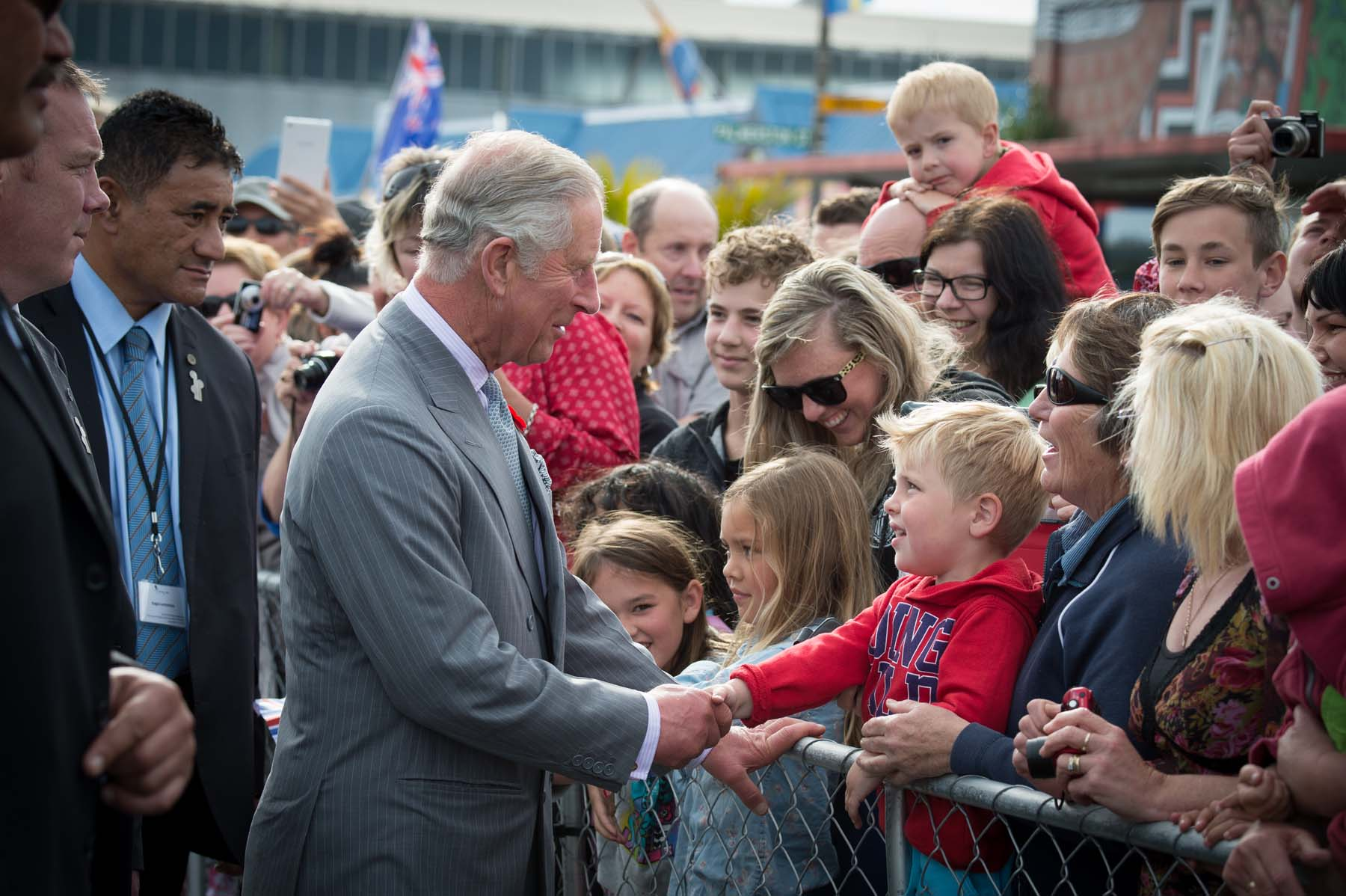
Charles bei einem Besuch in Neuseeland (2015)

Charles teilte der Öffentlichkeit zunächst mit, dass eine Heirat mit Camilla Parker Bowles nicht geplant sei. Der Prinz und Camilla Parker Bowles führten ihre Beziehung fort, wobei beide ab Anfang 1999 gemeinsam in der Öffentlichkeit auftraten. Im Juli 2002 ließ die Liberalisierung des Scheidungsrechts durch die Anglikanische Kirche eine Wiederheirat des geschiedenen Prinzen, jedenfalls in Form einer rein zivilen Eheschließung, als möglich erscheinen. 2003 zog Camilla zu Charles ins Clarence House.
Am 10. Februar 2005 bestätigte ein Sprecher des Thronfolgers, dass Charles zum zweiten Mal heiraten werde. Die Hochzeit mit Camilla Parker Bowles war zunächst für den 8. April geplant. Im Zuge der Vorbereitungen der Hochzeit gab es jedoch einige Probleme. So konnte die Trauung aus juristischen Gründen nicht in Windsor Castle stattfinden, wie es ursprünglich geplant war. Auch gab es im Vorfeld einige juristische Bedenken gegen die Ehe. Königin Elisabeth deutete zunächst an, nicht an der Trauung teilnehmen zu wollen. Auch ihr Mann ließ sein Erscheinen offen. Internationale Gäste wie Schwedens Kronprinzessin Victoria oder der damalige Kronprinz Dänemarks Frederik sagten ebenfalls ab, da es sich nicht um eine offizielle „königliche Hochzeit“ handelte.
Wegen der Beisetzung von Papst Johannes Paul II. wurde die Trauung um einen Tag verschoben. Am 9. April 2005 fand im Anschluss an die Ziviltrauung von Charles und Camilla in der Windsor Guildhall in der St. George’s Chapel in Windsor Castle eine kirchliche Segensfeier statt. Millionen von Fernsehzuschauern verfolgten die Feierlichkeit. Als Ehefrau des Fürsten von Wales war Camilla nunmehr die Fürstin von Wales; sie führte diesen Titel jedoch nicht, sondern wurde (außerhalb von Schottland) als Duchess of Cornwall bezeichnet. Charles ließ zunächst mitteilen, dass sie sich nach seiner Thronbesteigung nicht wie üblich Queen Consort, sondern Princess Consort (Prinzessingemahlin) nennen würde – in Anlehnung an Prinz Albert, den Mann von Königin Victoria; später hatte er dies aber wieder in Frage gestellt. Anfang Februar 2022 vermittelte Elisabeth II. den Wunsch, Camilla solle nach ihrem Tod Queen Consort werden.
Die britische Bevölkerung hat mit der Zeit die Ehe des Prince of Wales und der Duchess of Cornwall akzeptiert, vor allem seit bekannt wurde, dass Charles’ Söhne, William und Harry, mit seiner neuen Heirat einverstanden gewesen waren.

#### Wohnsitze
Charles’ Residenz als Kronprinz war seit 2002, nachdem seine Großmutter Elizabeth gestorben war, das zuvor von ihr bewohnte Clarence House in London, das er vor seinem Einzug unter weitgehender Beibehaltung der Möblierung renovieren ließ. Bis dahin hatte er ein Appartement im angrenzenden St James’s Palace bewohnt. Leiter des 121 Vollzeitstellen umfassenden Haushalts von Prinz Charles (Household of the Prince of Wales and the Duchess of Cornwall) war der Erste Privatsekretär Clive Alderton. 
Sein Büro befindet sich seit jeher im Buckingham Palace, von dem das Clarence House nur etwa 400 Meter weit entfernt liegt. Als Landsitz bezog er 1981 das von ihm erworbene Highgrove House, wo er auch eine Biofarm betreibt. In den schottischen Highlands, wo er sich gern aufhält, nutzt Charles das Anwesen Birkhall, das zum Gutsbesitz der königlichen Sommerresidenz Balmoral Castle gehört und zuvor ebenfalls von seiner Großmutter genutzt worden war, ebenso wie das 1952 von ihr erworbene Castle of Mey, wo Charles alljährlich Anfang August eine Woche verbringt.
Nach seiner Thronbesteigung kündigte er an, dass er vorerst im Clarence House wohnen bleiben werde, da der Buckingham-Palast noch bis mindestens 2027 saniert wird. Dieser fungiert jedoch weiterhin als offizielle Residenz und wird von Charles täglich für repräsentative Anlässe sowie die Büroarbeit genutzt. Auch die Hofämter bleiben dort ansässig. Der Premierminister wird auch künftig wöchentlich zur Audienz im Buckingham-Palast empfangen. Ob Charles, der sich im Clarence House „sehr wohl fühlt“, nach Abschluss der Renovierung auch seine Privatwohnung in den Palast verlegen wird, scheint offen. Unbestätigten Berichten zufolge könnte der Palast zukünftig in größerem Maße als bisher der Öffentlichkeit zugänglich gemacht werden (vergleichbar etwa dem Stockholmer Schloss). Es wird davon ausgegangen, dass Charles – wie seine Mutter – künftig auch Windsor Castle sowie den privaten Landsitz Sandringham House für Wochenendaufenthalte nutzen wird, ebenso wie Highgrove House.

### König
Seit dem Tod seiner Mutter Elisabeth II. am 8. September 2022 ist Charles König des Vereinigten Königreiches. Der König war zum Zeitpunkt der Thronbesteigung im Alter von 73 Jahren älter als jeder britische Monarch vor ihm.

Am Tag darauf begab er sich in den Buckingham Palace und hielt seine erste Rede als neues Staatsoberhaupt. Dabei gab er bekannt, dass er seinen ältesten Sohn und nunmehrigen Thronfolger Prinz William zum Prince of Wales erhoben habe. Dessen Ehefrau, Herzogin Catherine, wurde damit zur Princess of Wales.

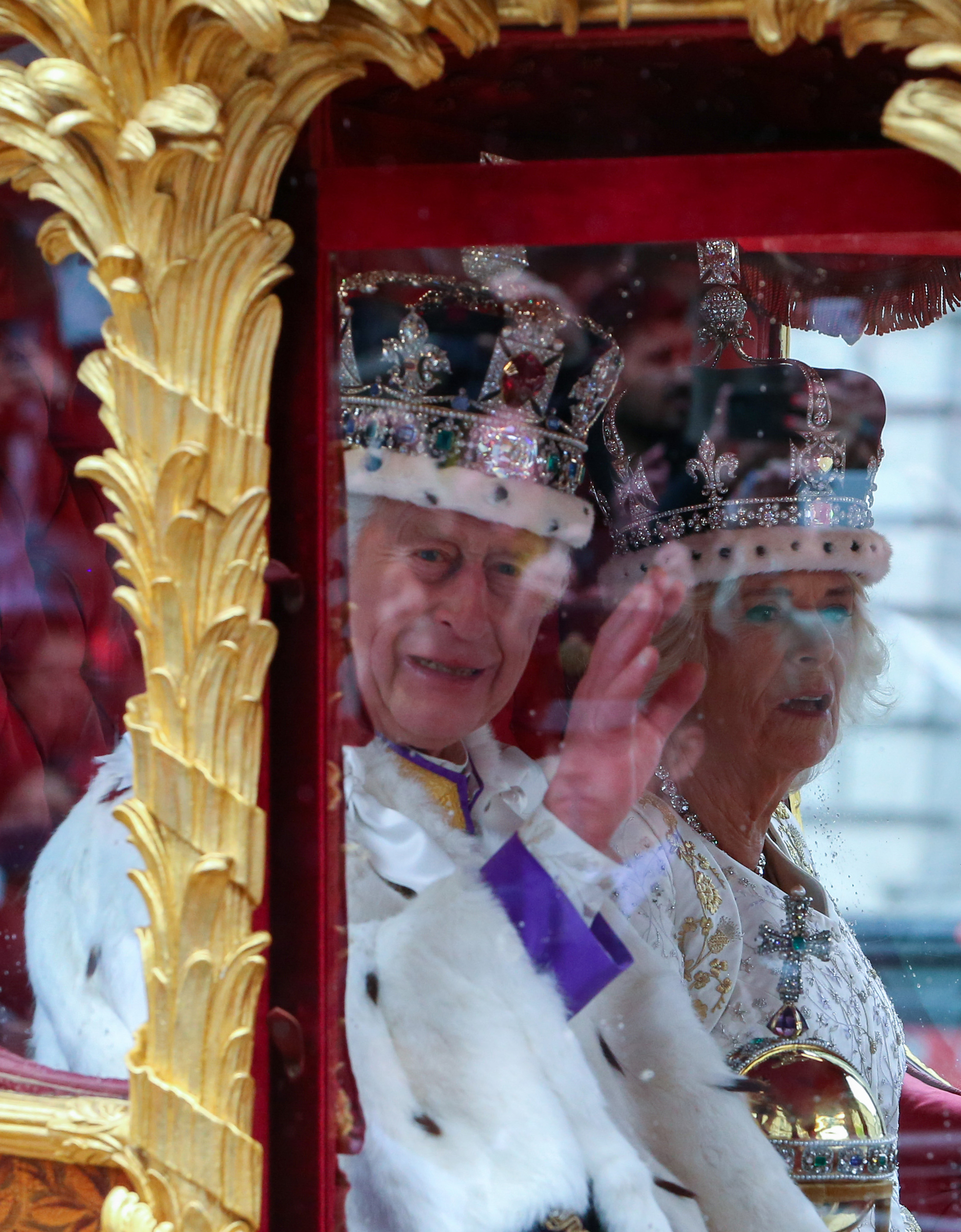
Krönungsprozession von Charles lll. und Camilla

Am 10. September 2022 wurde Charles III. im St.-James-Palast, dem offiziellen Amtssitz der britischen Monarchen, durch den Accession Council zum König proklamiert. Zu den Teilnehmern gehörten u. a. William, Prince of Wales, Queen Consort Camilla, die britische Premierministerin Liz Truss und die ehemaligen britischen Premierminister John Major, Tony Blair, Gordon Brown, David Cameron, Theresa May und Boris Johnson. Wenig später gelobten ihm die Mitglieder des Unterhauses die Treue.
Am 5. Februar 2024 wurde eine Krebserkrankung bekanntgegeben, die kurz zuvor im Rahmen einer medizinischen Untersuchung im Zusammenhang mit einer Prostatabehandlung entdeckt worden war.
Unabhängig vom Gesundheitszustand Charles III. leitete man, analog zur Operation London Bridge für den Tod von Elizabeth II., die Operation Menai Bridge ein. Diese regelt das Vorgehen beim Tod von Charles III. Sie wurde nach der Menai Suspension Bridge benannt. Mit der Planung bzw. den notwendigen Vorbereitungen wurde bereits kurz nach seiner Thronbesteigung im September 2022 begonnen.

#### Königsname
Ein König kann bei seiner Thronbesteigung einen anderen Namen annehmen als den, unter dem er bis dahin bekannt war. So hatte König Eduard VIII. den Rufnamen David und sein Bruder, der spätere König Georg VI., wurde Albert genannt. Da es nie einen britischen Monarchen dieses Namens gab und da Königin Victoria sich gewünscht hatte, dass kein britischer König den Namen ihres früh verstorbenen Gemahls Albert tragen solle, entschied er sich bei seiner Thronbesteigung 1936 für den seit der Zeit der ersten Hannoveraner gebräuchlichen Namen Georg.
Der Königsname „Charles“ ist in der britischen Geschichte nicht allzu positiv besetzt: Karl I. (Charles I.) wurde hingerichtet, Karl II. (Charles II.) hatte zahlreiche uneheliche Kinder mit mehreren Mätressen, hinterließ jedoch keinen legitimen Thronfolger. Zudem gab es den Thronprätendenten Charles Edward Stuart (Bonnie Prince Charlie), der als Enkel des abgesetzten Jakob II. Anspruch auf den Thron erhob und von seinen Anhängern, den Jakobiten, als Karl III. (Charles III.) bezeichnet wurde.
Daher wurde über mögliche Absichten des Thronfolgers spekuliert, dass er als König einen anderen Namen (z. B. George) wählen würde, zuletzt 2005, wozu sein Büro äußerte, eine Entscheidung darüber sei noch nicht getroffen worden. Die Sunday Times hatte bereits im Februar 2000 über diese angebliche Absicht berichtet.
Nach dem Tode Elisabeths II. am 8. September 2022 wurden diese Spekulationen gegenstandslos, als die damalige Premierministerin Liz Truss in ihrer ersten Ansprache den neuen König „Charles III.“ nannte; auch das Büro des Thronfolgers gab noch am Abend bekannt, dass er diesen Königsnamen tragen werde.
Der Name des Königs wird im Gegensatz zu seinen Vorgängerinnen und Vorgängern nicht mehr ins Deutsche übersetzt, vor allem deswegen, weil die Britische Botschaft in Berlin ihr neues Staatsoberhaupt als Charles III. ausgerufen hat.

#### Krönung
Die Krönung von Charles III. fand am 6. Mai 2023 in der Londoner Westminster Abbey statt.

#### Auslandsreisen

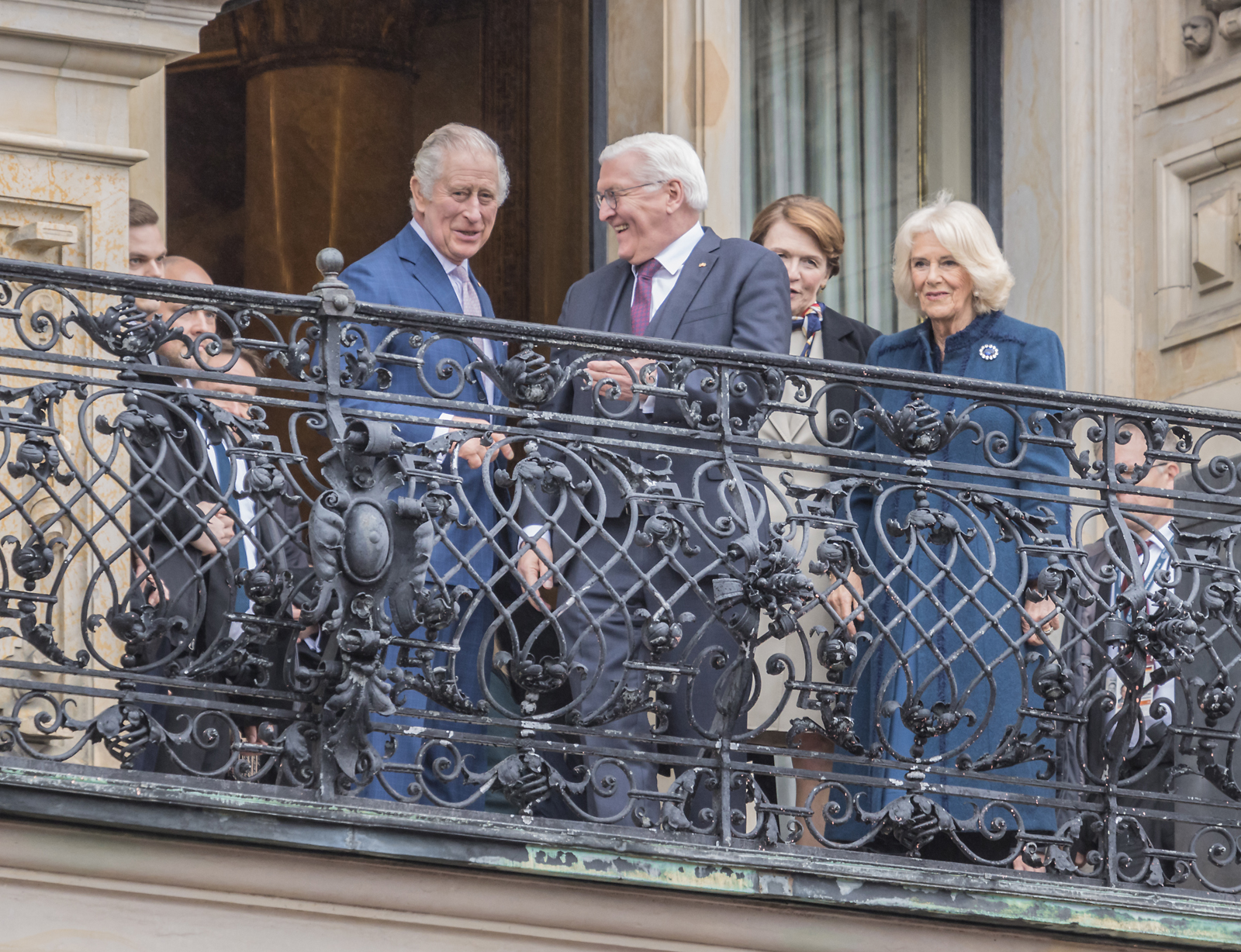
König Charles III. auf dem Balkon des Hamburger Rathauses, rechts neben ihm der deutsche Bundespräsident Frank-Walter Steinmeier (März 2023)

Seine erste Auslandsreise als König hatte Charles III. ursprünglich mit der Teilnahme an der UN-Klimakonferenz in Scharm asch-Schaich geplant. Davon nahm er nach einem Einspruch der Premierministerin Liz Truss Abstand.
Sein erster Staatsbesuch – noch vor der offiziellen Krönung – sollte in Frankreich stattfinden, die Reise wurde jedoch wegen der Proteste gegen die dort vorgesehene Rentenreform auf einen unbestimmten Zeitpunkt verschoben. Stattdessen reiste er, wie schon Ende 2020, im März 2023 nach Deutschland. Wie damals hielt er eine Rede vor dem Deutschen Bundestag, wiederum zu größeren Teilen auf Deutsch, und hob dabei unter anderem die deutsche Hilfe für die Ukraine und die Herausforderungen des Klimawandels hervor. In seiner auch humorvollen Rede ging Charles III. auf gemeinsame Werte, die Partnerschaft mit Deutschland und die Reaktionen auf den Tod seiner Mutter ein. Er erinnerte zudem an die Zeit des Nationalsozialismus und an den Zweiten Weltkrieg. So erwähnte er die Kindertransporte, bei denen mehr als 10.000 jüdische Kinder gerettet worden waren. Am Abend zuvor hatte er beim Staatsbankett des Bundespräsidenten im Schloss Bellevue bereits eine kurze Rede gehalten. Dort würdigte er neben den Beziehungen beider Länder besonders die Politik Deutschlands hinsichtlich der Aufnahme von einer Million Kriegsflüchtlingen aus der Ukraine. Am dritten Tag des Staatsbesuchs reiste das Königspaar mit einem regulären ICE nach Hamburg.
Auf einer Auslandsreise in Kenia bedauerte Charles in einer Rede am 31. Oktober 2023 die Gewalttätigkeiten der britischen Kolonialverwaltung während des Mau-Mau-Krieges, die „unentschuldbar“ gewesen seien. Eine formale Entschuldigung sprach er nicht aus, da er dies nur auf Veranlassung der britischen Regierung hätte tun können. Sein Gastgeber Präsident William Ruto lobte den König dafür, dass er solche „unbequemen Wahrheiten“ anspreche.

## Finanzen
Charles III. ist als Monarch Inhaber des Herzogtums Lancaster. Der Gewinn (24 Millionen im Jahr 2021) aus fast 100 Verpachtungen, dazu gehört auch die Mersey Gateway Bridge, geht ihm zu.
Nach dem Tod von Queen Elizabeth II. erbte Charles III. ein milliardenschweres Imperium aus Grund und Boden. Denn seit 1960 gehört der Meeresboden um Wales, England und Nordirland offiziell der britischen Krone. Durch Lizenzen für unter anderem Algenfarmen, Abbau von Mineralien, Windparks und mit großem Immobilienbesitz, auch in London, werden erhebliche Einnahmen generiert. Verwaltet wird dieser Besitz „im Namen der Krone“ von der Crown Estate. Das Portfolio hat einen Wert von 16 Milliarden Pfund. Jährlich erwirtschaftet man einen Gewinn von zirka 3,2 Milliarden Pfund; davon erhält das Königshaus statt einer früheren Pauschale seit 2017 25 %. Es ist festgelegt, dass dieser Betrag nie unter 86 Millionen Pfund sinkt.
Die Schätzungen zu seinem Vermögen liegen bei 600 Millionen Pfund (Sunday Times) bis 1,6 Milliarden Pfund (The Guardian).

## Interessen und Kontroversen

### Architektur
Architektur und Stadtplanung gehören seit vielen Jahren zu Charles’ Interessenschwerpunkten. Er äußert sich hierzu oft in der Öffentlichkeit und fordert eine kontextuelle, nachhaltige Architektur, die sich an der klassischen Formensprache und regionalen Traditionen ausrichtet. 1989 veröffentlichte er das Buch A Vision of Britain, dessen Ideen in der von ihm entworfenen Modellstadt Poundbury, mit deren Bau 1993 begonnen wurde, verwirklicht werden. Sein Lieblingsarchitekt ist Quinlan Terry. Es heißt, Charles habe aufgrund seiner Bewunderung für dessen klassische Architektur darauf hingewirkt, dass Terry im Jahr 2015 auch zum Commander of the British Empire ernannt wurde.
Die Schirmherrschaft der Gesellschaft zum Schutz alter Gebäude legte er im Juli 2009 nieder, ausgehend von einem verbandsinternen Streit über seine konservative Haltung in architektonischen Fragen. So lehnte es die Denkmalgesellschaft ab, ein von ihm geschriebenes Vorwort für ein geplantes Handbuch abzudrucken. Darin forderte Charles, dass alte Gebäude stets in ihrem Originalstil wiederhergestellt werden sollten. Dagegen war die Leitung des Verbands offen für die Einbeziehung moderner Elemente.
Im Jahre 2010 eröffnete er im rumänischen Zalánpatak in Siebenbürgen eine Pension. Durch diese und weitere Einrichtungen in der Region sollten Erhaltungsmaßnahmen an Gebäuden der Gegend finanziert werden. Weiterhin unterstützt er die Mihai-Eminescu-Stiftung, die sich für den Erhalt von Kulturgütern, Baudenkmälern und Naturlandschaften in Siebenbürgen und der Maramuresch einsetzt.

### Landwirtschaft, Naturschutz und Klimawandel
Charles besitzt u. a. zum Herzogtum Cornwall gehörende Güter in Cornwall und Highgrove House mit einer Produktionsstätte für Lebensmittel (z. B. die Kekse Duchy Originals), die nach biologisch-ökologischen Grundsätzen produziert werden und deren Erlös für wohltätige Zwecke verwendet wird. In Tetbury (Gloucestershire) betreibt er die zum Anwesen Highgrove gehörende Duchy Home Farm seit 1985 im ökologischen Landbau. Bekannt wurden vor allem die von dort ausgelieferten Gemüsekisten. Insgesamt fördert er die ökologische Landwirtschaft und auf diese Weise gewonnene Lebensmittel im Rahmen seiner Möglichkeiten, wobei er seit den 1980er-Jahren von dem deutschen Ökolandbau-Vordenker Hartmut Vogtmann beraten wird. Im Rahmen von mehr Transparenz beim Verbleib der EU-Agrarsubventionen veröffentlichte die britische Regierung erstmals im Jahr 2005 Empfängernamen und Summen der in Großbritannien gezahlten Beträge. Demnach hatte Prinz Charles im Jahr 2004 für seine Güter in Cornwall und Highgrove umgerechnet etwa 990.000 Euro bezogen.
Seit Oktober 2007 engagiert er sich im Projekt The Prince’s Rainforests Project für den Schutz der Regenwälder. Auf der Eröffnungsrede der internationalen Konferenz zur Klimafolgenforschung, Impacts World 2013, sprach sich Prinz Charles eindringlich für Maßnahmen gegen den Klimawandel aus.
Laut Angaben von PETA nahm Charles als Prinz Foie Gras aus den Menüs königlicher Wohnsitze. Als König entfernte Charles Foie Gras auch aus dem Menü im Buckingham-Palast und aus denen weiterer königlicher Residenzen.

### Kunst, Literatur und Sport
Privat malt Charles Aquarelle, die er auch ausstellte. In den Jahren 1992 und 1993 veröffentlichte das CD-Label Sony Classical eine CD-Edition von Aufnahmen des Dirigenten Leonard Bernstein, deren 100 Alben jeweils mit einem Aquarell von Charles als Plattencover gestaltet waren, und die unter dem Titel The Royal Edition vermarktet wurde.
Er schrieb mehrere Bücher zu seinen Schwerpunktinteressen. Das Buch Harmonie – Eine neue Sicht unserer Welt kann als sein philosophisches Manifest angesehen werden. Aus diesem Buch entstand eine Dokumentation, bei der Charles als Erzähler auftrat.
Als Pferdeliebhaber reitet und jagt er viel. Sein Einsatz für die Fuchsjagd mit Pferd und Hundemeute, die 2005 mit dem Hunting Act verboten wurde, war umstritten. Den Polosport, in der Vergangenheit intensiv von ihm betrieben, gab Charles wegen seines Alters auf.
Seit 1978 reiste der Prinz regelmäßig zum Skifahren nach Klosters, einem Ferienort nahe Davos im Schweizer Kanton Graubünden. 1988 entkam er dort nur knapp einem schweren Lawinenunglück. Ein Begleiter starb in der Lawine.

### Philosophie und Esoterik
Inspiriert wurde Charles vom Esoteriker Laurens van der Post, mit dem er sich in den 1970er Jahren anfreundete. Dieser wurde Pate seines Sohnes Prinz William. Durch van der Post entwickelte Charles Interesse an anderen Religionen, Esoterik und Philosophie. Charles drückte seine philosophischen Ansichten in seinem im Jahr 2010 erschienenen Buch Harmony: A New Way of Looking at Our World aus.

### Alternativmedizin
Charles unterstützt seit den 1980er Jahren die Homöopathie. Er bekräftigte, trotz wissenschaftlicher Studienergebnisse, die die Homöopathie als wirkungslos oder gar gefährlich einstuften, dass diese in den National Health Service integriert werden solle. Bei einer 2005 von Charles in Auftrag gegebenen Studie, in der untersucht werden sollte, wie viel Geld sich im National Health Service durch Alternativmedizin einsparen ließe, wurde von Edzard Ernst kritisiert, dass es dieser „nicht um eine unabhängige wissenschaftliche Evaluation der Evidenz“ ging. Charles beschwerte sich bei der Universität, wo Ernst den weltweit einzigen Lehrstuhl innehatte, an dem Alternativmedizin mit wissenschaftlichen Methoden untersucht wurde. Infolgedessen wurde der Lehrstuhl aufgelöst.
Die 1948 bewilligte Erstattung von Ausgaben für Homöopathie wurde im Vereinigten Königreich im Jahr 2018 beendet. 2019 wurde Charles zum Patron der Londoner Fakultät der Homöopathie ernannt. Charles steht der Schulmedizin eher ablehnend gegenüber. Er erklärte 2010, stolz darauf zu sein, als „Feind der Aufklärung“ beschimpft zu werden.
1993 gründete er die Foundation for Integrated Health (FIH). Die Stiftung bewarb als alternativ bezeichnete Stoffe, deren Wirkung nicht über den Placeboeffekt hinaus bewiesen ist. 2010 schloss sie nach Vorwürfen zu Betrug und Geldwäsche; Nachfolgeorganisation wurde das College of Medicine.
Britische Gesundheitsexperten warnten vor der 2008 von Charles vermarkteten Duchy Herbals Detox Tincture, einem Nahrungsergänzungsmittel mit Artischocke und Löwenzahn, das einer „Entgiftung“ dienen sollte. Sie bezeichneten die Wirkung als „nicht plausibel, unbewiesen und gefährlich“ und „Quacksalberei“. Das Produkt wurde wegen irreführender Werbung später vom Markt genommen.
Darüber hinaus bewarb Charles eine Reihe weiterer alternativmedizinischer Therapien und Diagnoseverfahren, beispielsweise Aromatherapie, Gerson-Therapie, Iridologie oder Osteopathie.

## Titel, Prädikate und Auszeichnungen

Royal Standard Königs Charles III.

Royal Standard, wie ihn Charles als Prince of Wales (bis zum 8. September 2022) nutzte

Badge des Prince of Wales, geführt bis 2022

Offizielles Monogramm von Charles III, eingeführt im September 2022.

### Titel und Prädikate von der Geburt bis heute
- His Royal Highness Prince Charles of Edinburgh (1948–1952)
- His Royal Highness Prince Charles, Duke of Cornwall, Duke of Rothesay, Earl of Carrick, Baron of Renfrew, Lord of the Isles, Prince and Great Steward of Scotland (1952–1958)
- His Royal Highness Prince Charles, Prince of Wales, Duke of Cornwall, Duke of Rothesay, Earl of Chester, Earl of Carrick, Baron of Renfrew, Lord of the Isles, Prince and Great Steward of Scotland (1958–2021)[71]
- His Royal Highness Prince Charles, Prince of Wales, Duke of Cornwall, Duke of Rothesay, Duke of Edinburgh, Earl of Chester, Earl of Carrick, Earl of Merioneth, Baron Greenwich, Baron of Renfrew, Lord of the Isles, Prince and Great Steward of Scotland (2021–2022)
- His Majesty Charles the Third, by the Grace of God, of the United Kingdom of Great Britain and Northern Ireland and of His other Realms and Territories King, Head of the Commonwealth, Defender of the Faith (seit dem 8. September 2022)

Als Thronfolger Großbritanniens trug Charles traditionsgemäß den englischen Titel Duke of Cornwall sowie die schottischen Titel Duke of Rothesay, Earl of Carrick, Baron of Renfrew, Lord of the Isles und Prince and Great Steward of Scotland. Diese fielen Charles automatisch zu, als seine Mutter beim Tod seines Großvaters am 6. Februar 1952 Königin wurde. Am 26. Juli 1958 erhielt Charles zusammen mit dem Titel des Prince of Wales den des Earl of Chester. Das Fürstentum Wales wird dem britischen Thronfolger seit dem 14. Jahrhundert verliehen. In der Regel wurde Charles vor seinem Regierungsantritt als His Royal Highness The Prince of Wales angesprochen, in Schottland jedoch als His Royal Highness Prince Charles, Duke of Rothesay. Nach dem Tod seines Vaters erbte er am 9. April 2021 als sein ältester Sohn auch dessen Titel als Duke of Edinburgh, Earl of Merioneth und Baron Greenwich. Letztere beide Titel erloschen allerdings am 8. September 2022, als sie anlässlich von Charles’ Thronantritt mit der Krone verschmolzen. Den Titel Duke of Edinburgh, der 2022 ebenfalls mit der Krone verschmolzen war, verlieh er 2023 seinem Bruder Edward.

### Orden und Auszeichnungen des Commonwealth (Auswahl)
| Land                   | Kürzel   | Orden                                            | Jahr der Verleihung | Abb. |
| ---------------------- | -------- | ------------------------------------------------ | ------------------- | ---- |
| Vereinigtes Königreich | KG       | Royal Knight Companion des Hosenbandordens       | 1958                |      |
| Vereinigtes Königreich | AdC(P)   | Personal Aide de Camp der Königin                | 1973                |      |
| Vereinigtes Königreich | GCB      | Großmeister und Principal Knight des Bath-Ordens | 1975                |      |
| Schottland             | KT       | Royal Knight Companion des Distelordens          | 1977                |      |
| Vereinigtes Königreich | PC       | Royal Member des Privy Council                   | 1977                |      |
| Australien             | AK       | Ritter des Ordens von Australien                 | 1981                |      |
| Neuseeland             | QSO      | Extra Companion des Queen’s Service Order        | 1983                |      |
| Saskatchewan           | SOM      | Ehrenmitglied des Saskatchewan Order of Merit    | 2001                |      |
| Vereinigtes Königreich | OM       | Mitglied des Order of Merit                      | 2002                |      |
| Vereinigtes Königreich | FM       | Field Marshal                                    | 2012                |      |
| Vereinigtes Königreich | AdmF     | Admiral of the Fleet                             | 2012                |      |
| Vereinigtes Königreich | MRAF     | Marshal of the Royal Air Force                   | 2012                |      |
| Vereinigtes Königreich | Capt-Gen | Captain-General (Royal Marines)                  | 2022                |      |

### Ehrungen anderer Staaten (Auswahl)
| Land          | Kürzel  | Orden                                             | Jahr der Verleihung | Abb. |
| ------------- | ------- | ------------------------------------------------- | ------------------- | ---- |
| Finnland      | SVR SR  | Großkreuz des Ordens der Weißen Rose              | 1969                |      |
| Japan         |         | Chrysanthemenorden mit Ordenskette                | 2024                |      |
| Niederlande   |         | Großkreuz des Hausordens von Oranien              | 1972                |      |
| Luxemburg     |         | Großkreuz des Ordens der Eichenkrone              | 1972                |      |
| Dänemark      | RE      | Ritter des Elefanten-Ordens                       | 1974                |      |
| Nepal         |         | Großkreuz des Ordens von Ojaswi Rajanya           | 1975                |      |
| Schweden      | RSerafO | Ritter des Königlichen Seraphinenordens           | 1975                |      |
| Norwegen      |         | Großkreuz mit Kollane des Sankt-Olav-Ordens       | 1978                |      |
| Brasilien     |         | Großkreuz des Ordens vom Kreuz des Südens         | 1978                |      |
| Ägypten       |         | Großkreuz mit Kolane des Ordens der Republik      | 1981                |      |
| Niederlande   |         | Großkreuz des Ordens von Oranien-Nassau           | 1982                |      |
| Frankreich    |         | Großkreuz der Ehrenlegion                         | 1982                |      |
| Malawi        |         | Großkommandeur des Löwen-Ordens                   | 1985                |      |
| Bahrain       |         | Großkreuz des Ordens von al-Khalifa               | 1986                |      |
| Katar         |         | Kollane des Verdienstordens von Katar             | 1986                |      |
| Spanien       |         | Großkreuz des Ordens Karls III.                   | 1986                |      |
| Saudi-Arabien |         | Großkreuz des Ordens König Abdul Aziz             | 1987                |      |
| Kuwait        |         | Mitglied des Ordens Mubarak des Großen            | 1993                |      |
| Ungarn        |         | Großkreuz des Verdienstordens der Republik Ungarn | 2010                |      |
| Rumänien      |         | Großkreuz des Sterns von Rumänien                 | 2017                |      |
| Ghana         | CSG     | Companion des Order of the Star of Ghana          | 2018                |      |

### Deutsche Auszeichnungen
| Orden                                                                                          | Jahr der Verleihung |
| ---------------------------------------------------------------------------------------------- | ------------------- |
| Bodo-Manstein-Medaille des BUND für sein Engagement für den Ökolandbau                         | 1991                |
| Deutscher Nachhaltigkeitspreis                                                                 | 2008                |
| Eckart-Witzigmann-Preis für seine herausragenden Verdienste um eine nachhaltige Landwirtschaft | 2010                |
| Sonderstufe des Großkreuzes des Verdienstordens der Bundesrepublik Deutschland                 | 2023                |

## Verwandtschaft

### Vorfahren
| Ahnentafel König Charles III. | Ahnentafel König Charles III.                                                                 | Ahnentafel König Charles III.                                                                                         | Ahnentafel König Charles III.                                                                                           | Ahnentafel König Charles III.                                                                                           | Ahnentafel König Charles III.                                                        | Ahnentafel König Charles III.                                                                    | Ahnentafel König Charles III.                                                                                     | Ahnentafel König Charles III.                                                                                     |
| ----------------------------- | --------------------------------------------------------------------------------------------- | --- | --- | --- | ------------------------------------------------------------------------------------ | ------------------------------------------------------------------------------------------------ | --- | --- |
| Ururgroßeltern                | König Christian IX. (Dänemark) (1818–1906) ⚭ 1842 Prinzessin Louise von Hessen (1817–1898)    | Großfürst Konstantin Nikolajewitsch Romanow (1827–1892) ⚭ 1848 Prinzessin Alexandra von Sachsen-Altenburg (1830–1911) | Prinz Alexander von Hessen-Darmstadt (1823–1888) ⚭ 1851 Gräfin Julia Hauke (1825–1895)                                  | Großherzog Ludwig IV. (Hessen-Darmstadt) (1837–1892) ⚭ 1862 Prinzessin Alice von Großbritannien und Irland (1843–1873)  | König Eduard VII. (1841–1910) ⚭ 1863 Prinzessin Alexandra von Dänemark (1844–1925)   | Herzog Franz von Teck (1837–1900) ⚭ 1866 Prinzessin Mary Adelaide von Großbritannien (1833–1897) | Claude Bowes-Lyon, 13. Earl of Strathmore and Kinghorne (1824–1904) ⚭ 1853 Frances Dora Smith (1833–1922)         | Charles Cavendish-Bentinck (1817–1865) ⚭ 1859 Caroline Louisa Burnaby (1832–1918)                                 |
| Urgroßeltern                  | König Georg I. (Griechenland) (1845–1913) ⚭ 1867 Großfürstin Olga Romanowa (1851–1926)        | König Georg I. (Griechenland) (1845–1913) ⚭ 1867 Großfürstin Olga Romanowa (1851–1926)                                | Louis Mountbatten, 1. Marquess of Milford Haven (1854–1921) ⚭ 1884 Prinzessin Viktoria von Hessen-Darmstadt (1863–1950) | Louis Mountbatten, 1. Marquess of Milford Haven (1854–1921) ⚭ 1884 Prinzessin Viktoria von Hessen-Darmstadt (1863–1950) | König Georg V. (1865–1936) ⚭ 1893 Prinzessin Maria von Teck (1867–1953)              | König Georg V. (1865–1936) ⚭ 1893 Prinzessin Maria von Teck (1867–1953)                          | Claude Bowes-Lyon, 14. Earl of Strathmore and Kinghorne (1855–1944) ⚭ 1887 Cecilia Cavendish-Bentinck (1862–1938) | Claude Bowes-Lyon, 14. Earl of Strathmore and Kinghorne (1855–1944) ⚭ 1887 Cecilia Cavendish-Bentinck (1862–1938) |
| Großeltern                    | Prinz Andreas von Griechenland (1882–1944) ⚭ 1903 Prinzessin Alice von Battenberg (1885–1969) | Prinz Andreas von Griechenland (1882–1944) ⚭ 1903 Prinzessin Alice von Battenberg (1885–1969)                         | Prinz Andreas von Griechenland (1882–1944) ⚭ 1903 Prinzessin Alice von Battenberg (1885–1969)                           | Prinz Andreas von Griechenland (1882–1944) ⚭ 1903 Prinzessin Alice von Battenberg (1885–1969)                           | König Georg VI. (1895–1952) ⚭ 1923 Elizabeth Bowes-Lyon (1900–2002)                  | König Georg VI. (1895–1952) ⚭ 1923 Elizabeth Bowes-Lyon (1900–2002)                              | König Georg VI. (1895–1952) ⚭ 1923 Elizabeth Bowes-Lyon (1900–2002)                                               | König Georg VI. (1895–1952) ⚭ 1923 Elizabeth Bowes-Lyon (1900–2002)                                               |
| Eltern                        | Prinz Philip, Duke of Edinburgh (1921–2021) ⚭ 1947 Königin Elisabeth II. (1926–2022)          | Prinz Philip, Duke of Edinburgh (1921–2021) ⚭ 1947 Königin Elisabeth II. (1926–2022)                                  | Prinz Philip, Duke of Edinburgh (1921–2021) ⚭ 1947 Königin Elisabeth II. (1926–2022)                                    | Prinz Philip, Duke of Edinburgh (1921–2021) ⚭ 1947 Königin Elisabeth II. (1926–2022)                                    | Prinz Philip, Duke of Edinburgh (1921–2021) ⚭ 1947 Königin Elisabeth II. (1926–2022) | Prinz Philip, Duke of Edinburgh (1921–2021) ⚭ 1947 Königin Elisabeth II. (1926–2022)             | Prinz Philip, Duke of Edinburgh (1921–2021) ⚭ 1947 Königin Elisabeth II. (1926–2022)                              | Prinz Philip, Duke of Edinburgh (1921–2021) ⚭ 1947 Königin Elisabeth II. (1926–2022)                              |
| König Charles III. (* 1948)   |                                                                                               | | | |                                                                                      |                                                                                                  | | |

### Nachfahren
| König Charles III. (* 1948) |                                                                                |                                                                                |                                                                                |                                                                          |                                                                          |
| Kinder aus 1. Ehe           | William, Prince of Wales (* 1982) ⚭ 2011 Catherine, Princess of Wales (* 1982) | William, Prince of Wales (* 1982) ⚭ 2011 Catherine, Princess of Wales (* 1982) | William, Prince of Wales (* 1982) ⚭ 2011 Catherine, Princess of Wales (* 1982) | Harry, Duke of Sussex (* 1984) ⚭ 2018 Meghan, Duchess of Sussex (* 1981) | Harry, Duke of Sussex (* 1984) ⚭ 2018 Meghan, Duchess of Sussex (* 1981) |
| Enkelkinder                 | George of Wales (* 2013)                                                       | Charlotte of Wales (* 2015)                                                    | Louis of Wales (* 2018)                                                        | Archie of Sussex (* 2019)                                                | Lilibet of Sussex (* 2021)                                               |

## Benennungen nach Charles III.
- 1950 wurde die ehemalige Luxusyacht Hermann Görings, Carin II, in Prince Charles umbenannt und von der königlichen Familie zu Reisen auf dem Rhein genutzt, bevor sie 1960 vom britischen Staat nach einem Rechtsstreit mit Görings Witwe, Emmy Göring, an die Eigentümerin zurückerstattet werden musste. Seit 2017 heißt das Schiff erneut Prince Charles.
- Im Juli 2012 erhielt eine seltene, in Ecuador entdeckte Froschart zu Ehren von Charles den Namen Hyloscirtus princecharlesi.[80]
- Charles ist Namensgeber folgender geografischer Objekte:
  - Prince Charles Island, Insel im kanadisch-arktischen Archipel
  - Prince Charles Mountains, Gebirge im ostantarktischen Mac-Robertson-Land
  - Prince Charles Strait, Meerenge im Archipel der Südlichen Shetlandinseln
  - Prince-of-Wales-Gletscher, Gletscher in der antarktischen Ross Dependency

## Trivia
- Ab dem 20. April 2011 (bis zum 8. September 2022) war Charles der am längsten amtierende direkte Thronfolger (amtierend ab dem 6. Februar 1952) in der Geschichte der britischen Monarchie, als er seinen Ururgroßvater Eduard VII. überholte, der von November 1841 bis Januar 1901 Thronfolger war.[81]
- Charles ist Mitglied im renommierten White’s Club, in dem er im Juli 1981 auch seinen Junggesellenabschied feierte.[82]
- Er ist Anhänger des FC Burnley.[83]
- Am 14. Mai 2024 wurde sein erstes Porträt seit seiner Krönung der Öffentlichkeit vorgestellt, ein größtenteils purpurrotes Werk des Künstlers Jonathan Yeo.[84]

## Schriften
- Die Zukunft unserer Städte – Eine ganz persönliche Auseinandersetzung mit der modernen Architektur. Heyne Verlag, München 1990, ISBN 3-453-04365-0.
- Der alte Mann von Lochnagar. Olaf Hille Buchverlag, Hamburg 1993, ISBN 3-929174-11-1.
- Prince Charles · Aquarelle. Eulen Verlag, Freiburg 1995, ISBN 3-89102-309-X.
- mit Tony Juniper und Ian Skelly: Harmonie – Eine neue Sicht unserer Welt. Riemann Verlag, München 2010, ISBN 978-3-570-50129-0.

## Filme
- Die Romanze von Charles und Diana, Vereinigte Staaten 1982[85]
- Charles und Camilla – Liebe im Schatten der Krone, England 2005, mit Laurence Fox als Prinz Charles
- Der Bauer und sein Prinz (The Farmer and His Prince), Großbritannien 2013 (Dokumentarfilm über den von Prinz Charles betriebenen ökologischen Bauernhof)
- Charles III. – Britanniens neuer König (ZDFmediathek, Erstausstrahlung am 30. April 2023, 43 min)
- zdf.de: Der rastlose König – Charles' langer Weg zur Krone (Doku, Erstausstrahlung am 16. November 2023. Vor rund einem Jahr hat er den Thron bestiegen. Wie hat sich seitdem die Windsor-Dynastie verändert?)